# Arrenurus interpositus
Arrenurus interpositus är en kvalsterart som beskrevs av Koenike 1895. Arrenurus interpositus ingår i släktet Arrenurus och familjen Arrenuridae. Inga underarter finns listade i Catalogue of Life.